# Coleonyx
Coleonyx – rodzaj jaszczurek z rodziny eublefarów (Eublepharidae).

## Zasięg występowania
Rodzaj obejmuje gatunki występujące w Ameryce Północnej i Środkowej (Stany Zjednoczone, Meksyk, Belize, Gwatemala, Salwador, Honduras, Nikaragua, Kostaryka i Panama).

## Systematyka
Rodzaj zdefiniował w 1845 roku angielski zoolog John Edward Gray w artykule poświęconym nowemu rodzajowi nocnych jaszczurek z Belize opublikowanym w czasopiśmie The Annals and magazine of natural history. Gatunkiem typowym jest (oznaczenie monotypowe) Coleonyx elegans.

### Etymologia
- Coleonyx: gr. κολεον koleon ‘osłona’[6]; ονυξ onux, ονυχος onukhos ‘pazur, szpon’[7].
- Brachydactylus: gr. βραχυς brakhus ‘krótki’[8]; δακτυλος daktulos ‘palec’[9]. Gatunek typowy (oznaczenie monotypowe): Brachydactylus mitratus Peters, 1863.
- Anarbylus: gr. αναρβυλος  anarbulos ‘bez obuwia’[10]. Gatunek typowy (oryginalne oznaczenie): Anarbylus switaki Murphy, 1974.

### Podział systematyczny
Do rodzaju należą następujące gatunki:
- Coleonyx brevis Stejneger, 1893
- Coleonyx elegans Gray, 1845
- Coleonyx fasciatus (Boulenger, 1885)
- Coleonyx gypsicolus Grismer & Ottley, 1988
- Coleonyx mitratus (Peters, 1863)
- Coleonyx nemoralis Klauber, 1945
- Coleonyx reticulatus Davis & Dixon, 1958
- Coleonyx switaki (Murphy, 1974)
- Coleonyx variegatus (Baird, 1858) – eublefar pazurzasty